# Aphodaulacus ignobilis
Aphodaulacus ignobilis är en skalbaggsart som beskrevs av Edmund Reitter 1887. Aphodaulacus ignobilis ingår i släktet Aphodaulacus och familjen Aphodiidae. Inga underarter finns listade i Catalogue of Life.